# Ulrico de Dinamarca

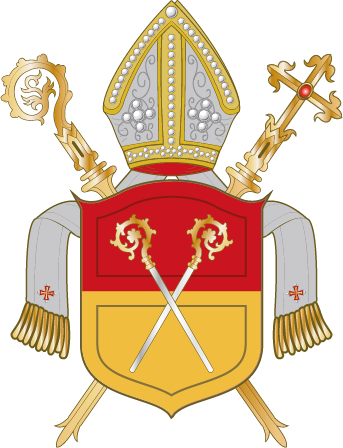
Escudo de armas de la Diócesis de Schwerin

Ulrico de Dinamarca (Palacio de Koldinghus, 30 de diciembre de 1578 - Rühn cerca de Bützow, 27 de marzo de 1624). Fue obispo de Schleswig de 1602 a 1624 y como segundo administrador de Ulrico de la diócesis de Schwerin de 1603 a 1624 .
- Datos: Q819778
- Multimedia: Ulrik of Denmark (1578–1624) / Q819778